# Panopoda roseicosta
Panopoda roseicosta är en fjärilsart som beskrevs av Achille Guenée 1852. Panopoda roseicosta ingår i släktet Panopoda och familjen nattflyn. Inga underarter finns listade i Catalogue of Life.